# كارلوس غوميز
كارلوس غوميز (بالإنجليزية: Carlos Gómez)‏ (و. 1962 – م) هو ممثل، وممثل أفلام، وممثل تلفزيوني، من الولايات المتحدة الأمريكية، ولد في مدينة نيويورك.

## وصلات خارجية
- كارلوس غوميز على موقع IMDb (الإنجليزية)
- كارلوس غوميز على موقع ألو سيني (الفرنسية)
- كارلوس غوميز على موقع أول موفي (الإنجليزية)
- كارلوس غوميز على موقع إن إن دي بي (الإنجليزية)
- كارلوس غوميز على موقع قاعدة بيانات الفيلم (الإنجليزية)